# Henri Estienne
Pour les articles homonymes, voir Estienne.
Henri II Estienne, né en 1528 ou en 1531 à Paris et mort en 1598 à Lyon, est un imprimeur, philologue, helléniste et humaniste français.

## Biographie

### Origine et éducation
Fils de l'imprimeur Robert Estienne et petit-fils de l'imprimeur Henri I Estienne, Henri Estienne reçut une solide éducation humaniste dans le milieu lettré de la famille Estienne. Il a montré très tôt de grandes dispositions pour l'étude des langues, ayant commencé le grec avant même le latin, à un âge fort précoce. Il poursuivit son apprentissage de la langue grecque avec Pierre Danès, professeur au Collège des lecteurs royaux, qui lui montra une affection particulière ; il suivit aussi les leçons de Jacques Tusan, d'Adrien Turnèbe, et devint rapidement un très habile helléniste. Les notes qu'il publia sur Horace à l'âge de vingt ans prouvent qu'il n'avait pas tardé à associer l'étude du latin à celle du grec. Il possédait aussi l'arithmétique et la géométrie. Dans sa jeunesse, il avait étudié quelque temps l'astrologie judiciaire, science alors fort à la mode, mais dont il avait bientôt reconnu la futilité.

### Voyages
À partir de 1547, il fait plusieurs voyages en Italie, sans doute trois. Il dit dans la postface de l'édition d'Eschyle de 1557 qu'il a travaillé dans de nombreuses bibliothèques, où il a collationné des manuscrits des auteurs antiques. Il voulait aussi y parfaire ses connaissances en typographie, tout en apprenant les langues et en « chassant », comme il disait, les meilleurs manuscrits des auteurs anciens. On croit qu'il y fit plusieurs voyages, puisqu'il dit lui-même avoir demeuré trois ans à Florence, Rome, Naples et Venise. Il était à Rome vers la fin de l'année 1554 ; il se rendit ensuite à Naples pour tâcher d'obtenir des renseignements que lui demandait l'ambassadeur de France, Odet de Selve, et il n'échappa à la mort pour espionnage que « par son nayf et comme naturel langage Italien » qui lui permit de persuader tout le monde qu'il était italien et non français ; de là, il vint à Venise, où il s'occupa à collationner d'excellents manuscrits de Xénophon et de Diogène Laërce.
C'est sans doute lors de son dernier voyage qu'il rencontre, à Florence, l'humaniste Piero Vettori, qui lui confia le manuscrit des tragédies d'Eschyle. Eschyle fit partie de ses premières éditions genevoises en 1557. Il rapporta des copies d'ouvrages précieux, tels que les Hypotyposes de Sextus Empiricus, quelques parties de l'histoire d'Appien, les Odes d'Anacréon, etc. À son retour d'Italie, il visita l'Angleterre puis les Pays-Bas. Il apprit l'espagnol en Flandre comme il avait appris l'italien à Florence, et revint à Paris, en 1551, au moment où son père se disposait à se retirer à Genève. Henri l'aurait accompagné dans cette ville et fut comme lui calviniste, mais il était de retour à Paris en 1554. La profession publique qu'il faisait des principes de la Réforme était néanmoins une source de peines pour lui, puisqu'à chaque instant il se voyait obligé d'abandonner ses affaires et de quitter Paris.

### Imprimeur protégé par Fugger
Il présenta requête à la Sorbonne pour l'établissement d'une imprimerie, et joignit à sa demande le privilège accordé à son père par François Ier. Robert Estienne, après avoir été nommé imprimeur du roi, était parti s'établir à Genève pour des raisons religieuses. Henri Estienne commencera sa carrière d'imprimeur à Genève, où il imprime en 1557 ses sept premiers livres. Auparavant, il avait travaillé à Paris avec son oncle Charles Estienne, lui-même imprimeur, chez qui il mena à bien les Odes d'Anacréon avec des notes, les Imitations d'Horace, une traduction latine, en vers de même mesure que ceux du poète grec.
Ce fut au commencement de l'année 1557 qu'il publia quelques-uns des ouvrages qu'il s'était procurés dans ses voyages. Les dépenses considérables qu'il avait faites dans ses voyages avaient épuisé ses ressources, et il n'aurait pu soutenir longtemps son imprimerie, si Ulrich Fugger ne lui eût avancé les sommes dont il avait besoin. Henri, par reconnaissance, prit le titre d'« imprimeur de Fugger », qu'il conserva tant que vécut son illustre protecteur. À la mort de son père en 1559 il devint Imprimeur de la République de Genève.

### L’Apologie pour Hérodote
En 1566, il publia une nouvelle édition de la traduction latine d'Hérodote par Lorenzo Valla, corrigée avec soin, et la fit précéder d'une apologie de cet historien pour le justifier du reproche de crédulité ; informé qu'on se proposait de traduire cette pièce, il prit la résolution de la mettre lui-même en français ; mais il ajouta à cette traduction une foule d'anecdotes qu'il avait apprises en Italie, de traits satiriques, d'épigrammes contre les prêtres et les moines, ce qui l'aurait exposé à un danger continuel s'il avait été connu comme son auteur. L’Apologie qui semblait annoncer une œuvre d’érudition et de critique, est avant tout un pamphlet du protestant qu’il était contre le catholicisme. Après son impression, cette œuvre remarquable de la littérature satirique a été censurée par le Conseil de Genève et Estienne a dû réimprimer 56 pages de son livre:15. Quelques exemplaires de cet ouvrage avaient cependant déjà été expédiés et vendus à Lyon, ce qui a valu à Henri Estienne d’être brûlé en effigie en place de Grève.

### LeThesaurus græcæ linguæ

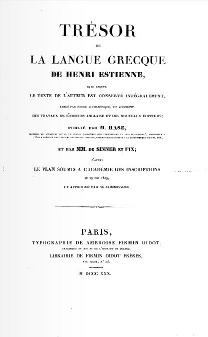
Couverture d'une réédition du Trésor de la langue grecque de 1830 (Firmin Didot éditeur, Paris).

On sait que Robert Estienne avait eu le projet de publier un dictionnaire de la langue grecque. Henri en avait recueilli les principaux matériaux, et depuis il n'avait cessé d'en rassembler d'autres pour ce grand ouvrage. Enfin, après douze années de soins et de recherches, il fit paraître ce trésor d'érudition et de critique, qui seul suffirait pour assurer à son auteur une réputation durable. Il employa douze ans à préparer et à imprimer un grand Dictionnaire de la langue grecque, paru à Genève, en 1572, sous le titre de Thesaurus græcæ linguæ.
Les savants offrirent à cet ouvrage les plus magnifiques éloges, mais la vente en fut retardée par le prix auquel Henri avait été obligé de le porter pour s'indemniser de ses frais. Pendant ce temps-là, Joannes Scapula en publia un abrégé qui acheva de paralyser le débit du dictionnaire, et la ruine d'Henri fut consommée.

### Cour
Après l'affaire du Thesaurus græcæ linguæ, Estienne fit un voyage en Allemagne, soit pour chercher quelques distractions à ses chagrins, soit pour se procurer des ressources qu'il ne pouvait obtenir dans sa patrie. Le peu de reconnaissance de ses concitoyens n'altéra point les sentiments qu'il leur portait, et il soutint par ses discours et par ses écrits l'honneur de la France dans les pays étrangers. Cette conduite lui mérita la bienveillance de Henri III. Ceci s'ajoutant à son livre sur la Précellence du langage français, publié avec succès en 1579, Henri III lui accorda une gratification de 3 000 livres pour cet ouvrage et une pension pour l'encourager à la recherche des manuscrits. Il l'invita en outre à demeurer à sa cour, l'admit plusieurs fois dans ses conseils, et lui fit délivrer des ordonnances pour des sommes considérables ; mais ces sommes étaient mal payées ou ne l'étaient pas du tout, en raison du désordre des finances ; de sorte qu'Estienne prit la résolution d'abandonner la cour pour s'occuper plus utilement de sa famille.

### Fin de vie errante
Il recommença bientôt à mener une vie errante, poursuivi par ses créanciers ; on le voit tour à tour à Orléans, à Paris, à Francfort, à Genève, à Lyon, fuyant sa patrie sans y renoncer, et achevant d'épuiser ses ressources. Dans un dernier voyage qu'il fit à Lyon, il tomba malade, et fut transporté à l'hôpital de la ville, où il mourut aliéné, au mois de mars 1598. Henri Estienne fut enterré dans le cimetière des religionnaires, près de l'hôpital. Il fut le premier dont le convoi fut accompagné par un détachement de la compagnie du guet. Les magistrats de Lyon jugèrent que cette précaution était désormais nécessaire pour garantir les convois funèbres des protestants des insultes que leur avait faites la populace.

### Famille
De nature dépressive, il avait épousé, sur le conseil de ses amis, Marguerite Pillot, fille de la seconde femme de Robert Estienne, le 1er décembre 1555, et dont il a loué, en plusieurs endroits, la douceur et les autres belles qualités. Sa santé rétablie, il reprit ses travaux avec une nouvelle activité, assumant en sus le soin de ses frères plus jeunes, que son père lui avait confiés. Henri Estienne a été marié trois fois (Marguerite Pillot, Perrette Bade et Abigail Poupart) : il a eu quatre enfants de son premier mariage, Paul, imprimeur à Genève, et trois filles, Florence, qui épousa Isaac Casaubon, Denise et Judith.

## Œuvres

### Défense de la langue française
Féru de grec et de latin, il était également un ardent défenseur de la langue française. Il mettait presque le français au niveau du grec et du latin, et publia en 1565 un Traité de la conformité du langage françois avec le grec.
À l'époque de la Renaissance qui voyait la prépondérance de l'Italie dans presque tous les domaines, les emprunts du français à l'italien étaient très nombreux : on en dénombra jusqu'à 2 000, dont environ 700 restèrent dans la langue. Dans ce contexte, Henri Estienne fut l'un des principaux pourfendeurs des italianismes. Dans son ouvrage, Deux dialogues du nouveau français italianizé, et autrement desguizé, principalement entre les courtisans de ce temps. De plusieurs nouveautez qui ont accompagné ceste nouveauté de langage. De quelques courtisianismes modernes et de quelques singularitez courtisianesques, publié en 1578, il critique violemment les « nouveautez » et « courtisianismes » adoptés par certains auteurs français, par exemple spaceger, strade, ragionner, mescoler, leggiadres, qualifiant ces usages de « barbarismes », de « barragouinage », de « langage farragineux », de « jergonnage » ou encore de « jergon si sauvage / appelé courtisan langage ».
Il aurait affirmé sur son lit de mort qu'il avait voulu « maintenir la pureté de la langue française ». Ironisant sur l'emploi de termes italiens, il fait dire à l'un de ses personnages qu'il est un peu straque (d'un mot italien signifiant « fatigué »), parce qu'il a battu la strade (« il a parcouru les rues ») depuis le matin et qu'il ne pourra donc pas se rendre dans une case un peu discote (« une maison un peu éloignée»).

### Poésie
Henri composait des vers latins avec la plus grande facilité, souvent en marchant, ou à cheval, dans ses voyages ou même en conversant avec ses amis. Il fut lié avec tous les savants de l'Europe ; il était cependant d'un caractère railleur, n'aimait point à être contredit, et se permettait des épigrammes mordantes contre ceux qui ne partageaient point son opinion.

### Édition des textes anciens

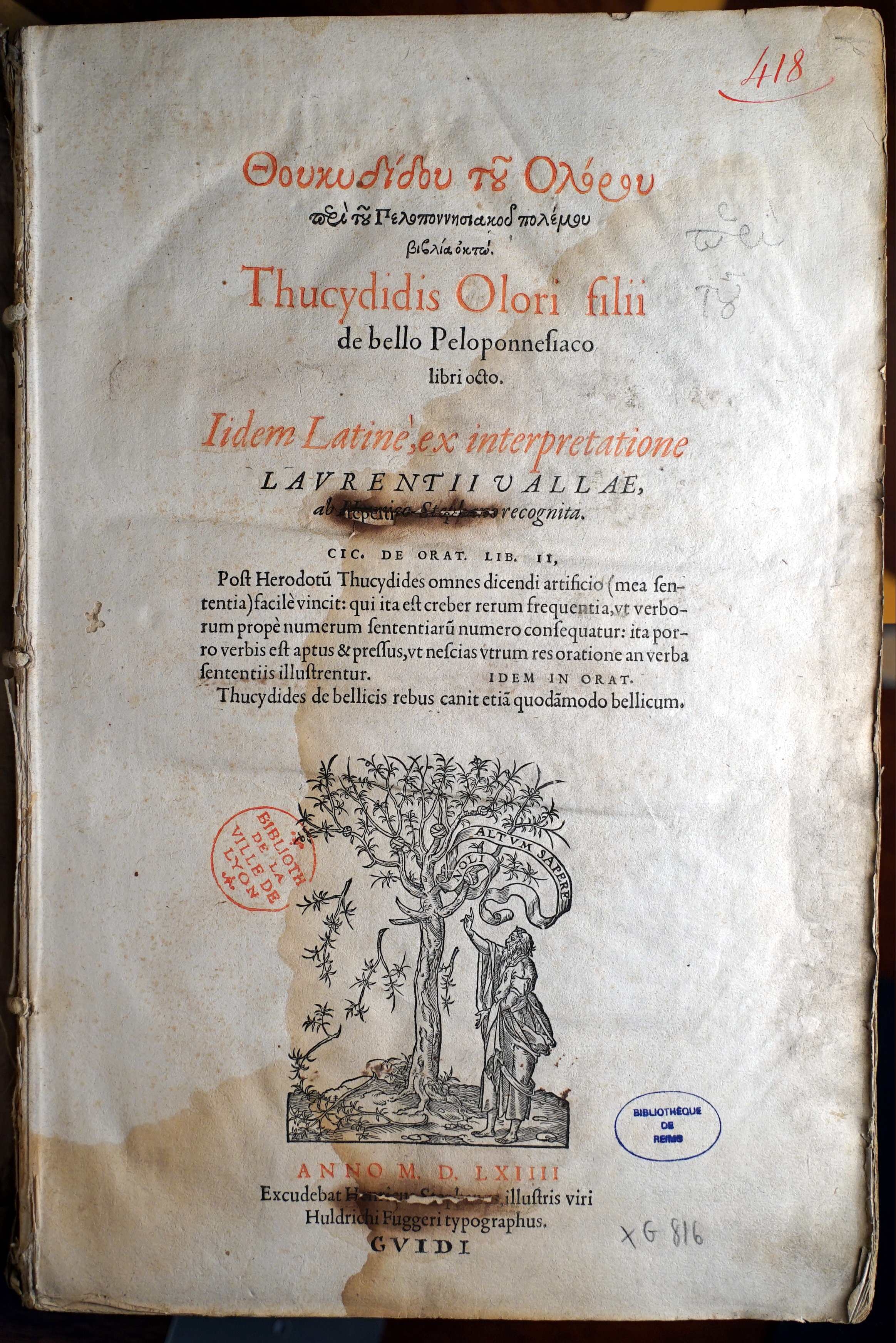
Son édition de la Guerre du Péloponnèse en grec et latin, 1564.

Utilisant en particulier les grecs du roi, gravés par Claude Garamont et dont deux matrices furent emmenées à Genève par son père, Henri Estienne a publié de très beaux livres.
Henri Estienne était un imprimeur et un philologue. Il publia un très grand nombre d'auteurs anciens, établissant parfois le texte lui-même, travaillant d'autres fois avec un humaniste qui lui procurait le texte prêt à être édité. Parmi ses éditions, l'editio princeps d'Anacréon, avec une traduction en vers latins, mais aussi des éditions d'Appien et de Maxime de Tyr. On trouve encore Dio, in-8ºdore, Xénophon, Thucydide, Hérodote, Sophocle, Eschyle, Diogène Laërce, Plutarque, Apollonius de Rhodes, Callimaque, Platon et Hérodien ; Horace, Virgile, Pline le Jeune, Aulu-Gelle, Macrobe, un recueil d'historiens latins, etc.
Il traduisit également en latin Anacréon, Platon, Bion et Moschus, Théocrite, Pindare, Sextus Empiricus, Sophocle, Euripide, les Sentences des comiques grecs, un choix d'épigrammes de l'anthologie grecque, plusieurs des Vies de Plutarque, Denys d'Alexandrie, Dicéarque, etc.
Lorsqu'il imprimait des auteurs anciens dont l'édition scientifique avait été établie par un autre humaniste, il est manifeste qu'il lui est arrivé à plusieurs reprises d'intervenir sur le contenu du livre, de le modifier sans en informer l'éditeur scientifique, et de nombreuses sources contemporaines, en particulier des lettres, nous en informent (Joseph Juste Scaliger ou Piero Vettori par exemple). Il se défendait généralement en indiquant en préface ou en postface qu'il avait consulté de nombreux manuscrits pour corriger ainsi ces textes, mais l'étude précise des éditions permet d'en douter et de penser que, certain de sa maîtrise exceptionnelle de la langue grecque, il a parfois préféré la correctio ope ingenii à la correctio ope codicii, substituant ses propres conjectures aux leçons des manuscrits : c'est le reproche principal que lui font ses contemporains.

### Citations
O si la jeunesse scavoit,

O si la vieillesse pouvoit
— Les Prémices

### Éditions notables
- (la) Ciceronianum Lexicon græco-latinum, id est, Lexicon ex variis græcorum scriptorum locis a Cicérone interpretatis collectum, 1557, Paris, in-8º. Réimprimé à Turin, 1745, in-8º.
- (la) In Ciceronis quamplurimos locos castigationes, Paris, 1557, in-8ºSe trouve souvent joint au précédent.
- (la) Admonitio de abusu litiguæ græcæ in quibusdam vocibus quas latina usurpat, 1565, in-8ºAlmeloveenen cite une édition de 1573. Guill. Roloff en a donné une avec les notes de J. H. Kromayer, Berlin, in-8º.
- (la) Fragmenta poetarum veterum latinorum, quorum opera non extant, 1564, in-8º.
- (la) Dictionarium medicum vel Expositiones vocum medicinalium ad verbum excerptae ex Hippocrate, Aretaeo, Galeno, Oribasio, Rufo Ephesio, Aetio, Alex. Tralliano, Paulo Aegineta, Actuario, Corn parut à Genève en 1564Ce dictionnaire latin-grec, qui a fixé nombre de termes d'anatomie et eu une influence considérable sur le vocabulaire anatomique moderne, est toujours utile pour la compréhension des auteurs anciens.
- Introduction au Traité de la conformité des merveilles anciennes avec les modernes, ou Traité préparatif à l'apologie pour Hérodote, Genève, novembre 1566, in-8º de 572 p.Édition originale, la seule des anciennes éditions dont le texte n'a pas été altéré. Sallengre, dans ses Mémoires de littérature, tome 1er, donne la liste de douze autres éditions imprimées jusqu'en 1607. Le Duchat en publia une nouvelle, La Haye, 1735, 5 vol. petit in-8º, avec des remarques qui lui assurent la supériorité sur toutes les autres. En 1879, Isidore Liseux et Paul Ristelhuber publièrent une édition critique de ce texte. Autre édition critique par Droz en 2007.
- (la) Artis medicae principes, Paris et Genève, 1567. recueil de textes de grands médecins de l'Antiquité, postérieurs à Hippocrate et Galien
- Traité de la conformité du langage français avec le grec, s.d., in-8º. Seconde édition : Paris, 1565, in-8º.
- (la) Artis typographicæ querimonia de illitteratis quibusdam typographis, 1569, 4ºAlmeloveen et Michael Maittaire ont inséré ce petit poème dans les ouvrages qu'ils ont publiés sur les Estienne (voir: Henri III Estienne). Lottin l'a réimprimé avec une traduction française, Paris, in-4º. On trouve dans cette réimpression la Généalogie des Estienne, depuis l'an 1500.
- (la) Epistola qua ad militas multorum amicorum respondet de suæ typographie statu, nominatimque desuo Thesauro linguæ græcæ, 1569, in-8ºRéimprimée par Almeloveen et Maittaire.
- (la) Comicorum græcorum sententiæ, idest, gnomæ Latinis versibus ab Henr. Steph. redditæ […], in-24º.
- (la) Epigrammata græca selecta ex Anthologia interpretata ad verbum et carmine, 1570, in-8º.
- (la) Thesaurus græcæ linguæ, 1572, 4 vol. in-fº, lire en ligne sur Gallica, t. I sur Gallica, t. II sur Gallica, t. III sur Gallica, t. IV sur Gallica. On y joint : Glossaria duo e situ vetustalis eruta, ad utriusque linguce cognitionem et locupletationem perutilia, fºCes glossaires ont été réimprimés à Londres en 1812, à un très petit nombre d'exemplaires. Chacun connaît l'excellence de l'ouvrage original d'Estienne ; mais les mots s'y trouvent rangés, non dans l'ordre alphabétique, mais par les racines et leurs dérivés ; l'usage en est peu commode, parce que beaucoup de racines sont contestables ; d'ailleurs une foule de mots y sont omis et ne se trouvent que dans l'Index alphabétique du 4e volume, de sorte que les recherches sont difficiles (voir : J.-C. Dieterich, Karl Müller, P. Petitmengin 1983 et la bcs).
- (la) Virtutum encomia, sive gnomes de virtutibus, etc. 1575, 12º.
- (la) Francofordiense emporium, sive francofordienses nundinæ, 1574, in-8º.
- Discours merveilleux de la vie et départements de la reine Catherine de Médicis, 1575, in-8ºViolente satire généralement attribuée à Henri Estienne. Elle a été réimprimée plusieurs fois, et insérée dans des recueils de pièces relatives à l'histoire de France. Un écrivain protestant l’a traduite en latin, sous le titre : Legenda sanctæ Catharinæ Mediceæ, 1575, in-8º. La Caille, compilateur, dit que la vie de Catherine de Médicis est un des ouvrages pour lesquels Estienne a reçu une récompense du roi. On ne connaît pas d'autre vie de cette reine que celle qu'on vient de citer ; et si Estienne l'eût avouée, il est probable qu'elle lui aurait valu autre chose qu'une récompense.
- (la) De latinitate falso suspecta expostulatio, necnon de Plauti latinitate dissertatio, 1576, in-8ºCet ouvrage est dirigé contre les écrivains qui affectaient de n'employer que des termes pris des ouvrages de Cicéron, et qu'on nommait pour cette raison Cicéroniens.
- (la) Pseudo-Cicero, dialogus, in quo de multis ad Ciceronis sermonem pertinentibus, de delectu editionum ejus et cautione in eo legendo, 1577, in-8º.
- (la) Platonis Opera quae extant omnia, ex nova Joannis Serrani interpretatione, perpetuis ejusdem notis illustrata… Ejusdem annotationes in quosdam suae illius interpretationis locos. Henr. Stephani de quorundam locorum interpretatione judicium, et multorum contextus graeci emendatio, Genevae excudebat H. Stephanus, 1578 [lire en ligne]
- (la) Schediasmatum variorum, id est, observationum, emendationum, expositionum, disquisitionum, libri tres, 1578, in-8ºCes trois livres portent les noms des trois premiers mois de l'année ; on y a joint trois autres, qui parurent en 1589. Cette seconde partie est la plus rare ; Gruter a inséré cet ouvrage dans le supplément du tome 5 de son Thesaurus criticus.
- (la) Nizolio-Didascalus sive monitor Ciceronianorum Nizolianorum dialogus, 1578, in-8º.
- Deux dialogues du nouveau français italianisé et autrement déguisé entre les courtisans de ce temps, in-8ºBrunet croit que cette édition a été imprimée par Mamert Patisson, en 1579. Il y en a une deuxième d'Anvers, 1579, 12º.
- Projet de livre intitulé de la précellence du langage français, Paris, 1579, in-8º.
- (la) Paralipomena grammaticarum græcæ linguæ institutionum, 1581, in-8º.
- (la) Hypomneses de gallica lingua, peregrinis eam discentibus necessaria ; quædam vero ipsis Gallis multum profutura, 1582, in-8ºHenri Estienne a inséré la grammaire française de son père dans ce volume.
- (la) De criticis veteribus græcis et latinis, eorumque variis apud poetas potissimum reprehensionibus dissertatio, 1587, 4º.
- Les prémices, ou le premier livre des proverbes épigrammatisés, ou des épigrammes proverbiales rangées en lieux communs, 1594 , in-8º.
- (la) De Lipsii latinitate palæstra, Francfort, 1595, in-8º.